# Paranomina unicolor
Paranomina unicolor är en tvåvingeart som beskrevs av Friedrich Georg Hendel 1907. Paranomina unicolor ingår i släktet Paranomina och familjen lövflugor. Inga underarter finns listade i Catalogue of Life.